# Gino Santercole
Gino Santercole (né à Milan le 21 novembre 1940 et mort à Rome le 8 juin 2018) est un chanteur, compositeur, guitariste et acteur italien, neveu d'Adriano Celentano. 

## Biographie
Gino Santercole est né à Milan, le 21 novembre 1940. Sa famille est originaire du sud-est de la région des Pouilles. Sa mère, Rosa, est la sœur d'Adriano Celentano.
Santercole a perdu son père enfant et a passé quelques années au collège puis a travaillé comme autodidacte. Il était un passionné de Rock 'n' roll, et a appris à jouer de la guitare.
Celentano a recruté Santercole pour son groupe, les Rock Boys, quand son deuxième guitariste, Ico Cerutti, a quitté le groupe juste à temps pour participer au Premier Festival italien de Rockand Roll, tenu le 18 mai 1957 au Palais de Glace de la Via Piranesi à Milan. Pendant ce festival, le producteur Walter Guertler remarque le groupe et lui fait signer un contrat.
Les Rock Boys deviennent les I Ribelli, Celentano commence une carrière solo et Santercole devient le guitariste du groupe.
Santercole commence à chanter ainsi, sa première chanson est Sono un fallito, une reprise de Busted  de Ray Charles, suivi en décembre 1964 par un single solo  Stella d'argento, qui a reçu un bon accueil au début de 1965. En 1965, il sort un EP solo en collaboration de Celentano et Don Backy. En 1966 Santercole sort le single Questo vecchio pazzo mondo (Ce vieux monde fou). La chanson est une reprise de Eve of Destruction, la chanson écrite par P. F. Sloan, , qui est devenu un hit interprété par Barry McGuire en 1966. Santercole interprète la chanson au Cantagiro de 1967. 
En 1966, Santercole participe au Festival de Sanremo avec Celentano, Ico Cerutti et Pilade sous le nom de Trio du Clan, avec Il ragazzo della via Gluck, cependant ils sont éliminés dès la première soirée.
Pendant ce temps, le lien de parenté avec Celentano se renforce. Celentano séparé de sa Milena Cantù  se remarie avec Claudia Mori, tandis que Santercole  épouse sa sœur, Anna Moroni (devenant ainsi le beau-frère de son oncle). Anna lui donnera deux fils.
Santercole a écrit de nombreuses chansons de la musique italienne. Son premier succès est Una carezza in pugno, (Une caresse dans le poing), initialement enregistré par Celentano en face B en 1968. En 1976, Svalutation, une chanson rock à la guitare électrique sort sur son album.
Santercole a également composé de la musique pour les films. Il est crédité de la musique de Segni Particolari: Bellisimo (1983) et Joan Lui –Ma Un Giorno Nel Paese Arrivo 10 Di Lunedi (1985). En outre, il a fait des arrangements sur la musique des films de Celentano à partir du film Fais vite avant que ma femme revienne !.
En 1969, Santercole commence une carrière d'acteur et obtient un rôle dans Serafino (Séraphin).
En tant qu'acteur, Santercole a travaillé avec des réalisateurs tels que Pietro Germi, Dino Risi, Giuliano Montaldo, Luigi Comencini, Luciano Salce, et Mario Monicelli.
Mais à la fin des années 1970, il est victime d'une forte dépression, divorce et s'éloigne du couple Celentano-Mori. Après de longues années de silence, il se réconcilie, en 1999, avec Celentano qui l'invite dans son émission à la télévision.
En septembre 2014, il fait un retour sur scène avec son dernier album  Voglio essere me.
Gino Santercole est mort à Rome, le 8 juin 2018, à l'âge de 77 ans.

## Filmographie partielle

### Années 1960
- 1961 : Io bacio... tu baci de Piero Vivarelli
- 1964 : Cleopazza de Carlo Moscovini
- 1964 : Super rapina a Milano d'Adriano Celentano et Piero Vivarelli (non crédité)
- 1968 : Roses rouges pour le Führer  (Rose rosse per il führer) de Fernando Di Leo
- 1968  : Serafino de Pietro Germi
- 1969 : Le Commissaire Pepe  (Il commissario Pepe) d'Ettore Scola
- 1969 : Casanova, un adolescent à Venise  (Infanzia, vocazione e prime esperienze di Giacomo Casanova, veneziano) de Luigi Comencini
- 1969 : Il giovane normale de Dino Risi

### Années 1970
- 1971 : Er più: storia d'amore e di coltello de Sergio Corbucci
- 1972 :  Il sindacalista, de Luciano Salce
- 1973 :  Il delitto Matteotti de Florestano Vancini
- 1973 : Li chiamavano i tre moschettieri... invece erano quattro de Silvio Amadio
- 1973 : Un amore così fragile, così violento de Leros Pittoni
- 1974 :  I figli di nessuno de Bruno Gaburro
- 1974 : Sesso in testa de Sergio Ammirata et Fernando Di Leo (non crédité)
- 1974 : La Rançon de la peur  ( Milano odia: la polizia non può sparare) d'Umberto Lenzi
- 1974 : Sesso in testa de Sergio Ammirata (it) et Fernando Di Leo
- 1975 :  Fais vite avant que ma femme revienne !  (Yuppi) d'Adriano Celentano
- 1975 : Amore vuol dir gelosia de Mauro Severino
- 1975 : Labbra di lurido blu de Giulio Petroni
- 1976 :  L'Agnese va a morire de Giuliano Montaldo
- 1978 :  Geppo il folle d'Adriano Celentano
- 1979 :  Voyage avec Anita  (Viaggio con Anita de Mario Monicelli
- 1979 : Mani di velluto de Castellano et Pipolo
- 1979 : Switch de Giuseppe Colizzi
- 1979 : SuperAndy, il fratello brutto di Superman de Paolo Bianchini
- 1979 : Profumi e balocchi d'Angelo Iacono

### Années 1980
- 1980 :  Je suis photogénique  (Sono fotogenico de Dino Risi
- 1982 : Marco Polo - mini-série TV, de Giuliano Montaldo, 2 épisodes
- 1988 :  Rally - série TV )

### Années 2000
- 2001 :  Angelo il custode - série TV, 1 épisode
- 2004 :   Diritto di difesa - série TV, 1 épisode